# Застенка (Астраханская область)
Застенка — село в Камызякском районе Астраханской области России. Входит в состав Раздорского сельсовета.

## История
Село было основано в XIX веке казахами, переселившимися на эти земли с территории современной Атырауской области Казахстана. По одной из версий, название села связано со «стеной» высоких камышей, отделявшей его от соседнего села Раздор. Раздорцы говорили: «за стенкой живут приезжие казахи», это выражение прижилось и стало топонимом Застенка.

## География
Село находится в южной части области, на левом берегу протоки Застенка дельты реки Волги, на расстоянии примерно 6 километров (по прямой) к востоку-юго-востоку (ESE) от города Камызяк, административного центра района. Абсолютная высота — 23 метра ниже уровня моря.
Уличная сеть
```
состоит из двух улиц: ул. Набережная и ул. Степная
[
3
]
.
```

Климат
умеренный, резко континентальный. Характеризуется высокими температурами летом и низкими — зимой, малым количеством осадков, а также большими годовыми и летними суточными амплитудами температуры воздуха.

## Население
| 2002 | 2010 | 2013 |
| ---- | ---- | ---- |
| 570  | ↘494 | ↗563 |

Национальный и гендерный состав
По данным Всероссийской переписи, в 2010 году численность населения села составляла 494 человека (240 мужчин и 254 женщины). Согласно результатам переписи 2002 года, в национальной структуре населения казахи составляли 98 %.
| Национальность | Численность (2010) | Процент |
| -------------- | ------------------ | ------- |
| Казахи         | 473                | 96,3%   |
| Русские        | 4                  | 0,8%    |
| Туркмены       | 4                  | 0,8%    |
| Татары         | 3                  | 0,6%    |
| Не указана     | 7                  | 1,4%    |
| Всего          | 491                | 100%    |

## Инфраструктура
В селе функционируют филиал МБОУ «Раздорская СОШ им. А. П. Гужвина», фельдшерско-акушерский пункт (филиал ГБУЗ «Камызякская центральная районная больница»), продуктовые магазины «Придорожный» и «Солнышко».